# Реньо, Анри Виктор
Анри́ Викто́р Реньо́ (фр. Henri Victor Regnault; 21 июля 1810, Ахен — 19 января 1878, Париж) — французский химик и физик. Автор получившего широкое распространение учебника Начальный курс химии (фр. Cours élémentaire de chimie, 1847—1849). Отец художника Анри Реньо.
Член Парижской академии наук (1840), иностранный член-корреспондент Петербургской академии наук (1848), иностранный член Лондонского королевского общества (1852), Национальной академии наук США (1865).
В 1852—1871 годах возглавлял Севрскую фарфоровую мануфактуру.

## Биография
Родился 21 июля 1810 года в Ахене. По окончании Политехнической школы в Париже (1832) учился в Горной школе. Работал в Гисенском университете в лаборатории Юстуса Либиха, в Лионском университете. В 1840 году получил место профессора химии в Политехнической школе, в 1841 году стал профессором физики в Коллеж де Франс.

## Профессиональная деятельность
Основное направление работ Реньо в области химии — изучение состава органических соединений. В 1835 году впервые получил винилхлорид присоединением хлористого водорода к ацетилену, в 1838 году синтезировал поливинилиденхлорид. В том же году открыл явление фотохимической полимеризации, определил элементный состав хинина. В 1840 году разработал способ получения меркаптанов; совместно с Дюма предложил химическую теорию типов. В 1846 году сделал важное наблюдение, что под действием электрической искры из смеси азота и водорода образуется аммиак.
С помощью сконструированных им самим приборов, Реньо провел многочисленные опыты по измерению физических констант газов, паров, жидкостей и твёрдых тел. Занимался измерением скорости звука в газах. Проверил законы Бойля — Мариотта и Дюлонга — Пти. Используя воздушный термометр собственной конструкции, определил абсолютный коэффициент теплового расширения ртути. Изобрёл гигрометр и пирометр.

## Награды
- Медаль Копли 1869 года — за второй том его книги «Relation des Experiences pour determiner les lois et les donnees physiques necessaries au calcul des machines a feu», содержащей результаты его лабораторных исследований процессов, происходящих при нагреве газов и паров, а также за статьи, посвящённые упругим силам в парах[5].

## Память
В 1935 году Международный астрономический союз присвоил имя Анри Реньо кратеру на видимой стороне Луны.